# 北海道経済連合会

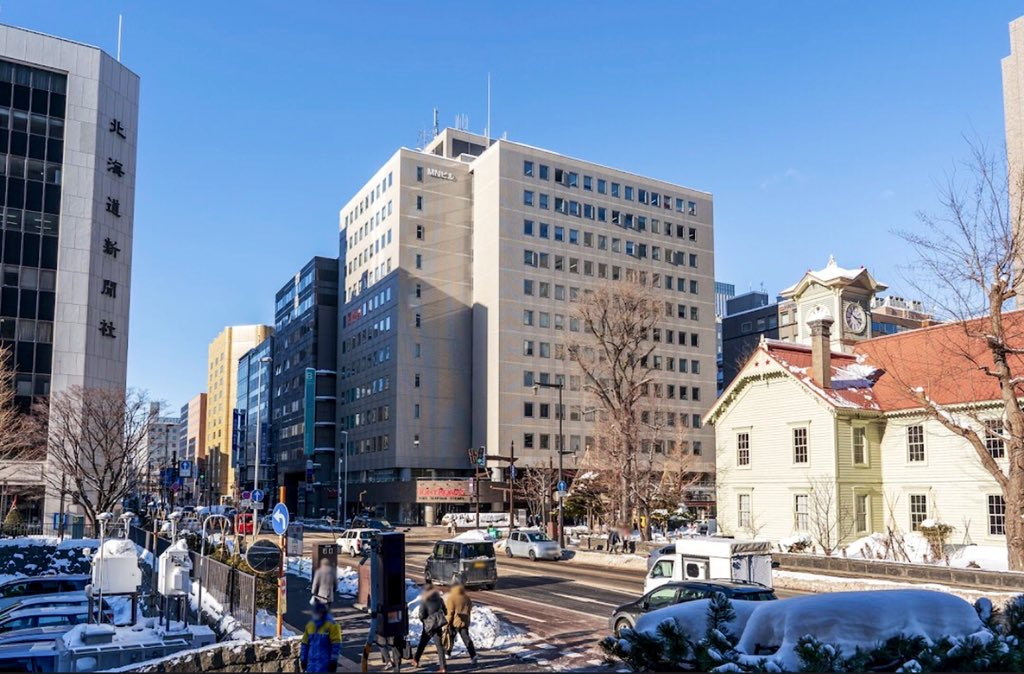
事務局が入居する札幌MNビル

北海道経済連合会（ほっかいどうけいざいれんごうかい）は、北海道に本社または活動拠点を持つ主要企業・団体を会員とする経済団体。
略称は道経連（どうけいれん）。英語表記は　Hokkaido Economic Federation　(Dokeiren)。

## 概要
北海道経済連合会(略称道経連)は、地域経済発展のため、北海道において経済活動を展開している企業、団体等約300社の会員で構成する総合経済団体。 1974年12月発足以来、産業経済社会に関する諸問題を調査研究・討議し、北海道における経済界の総意を取りまとめてその実現を図り、地域経済社会の総合的な振興を通じて、わが国経済社会の発展に寄与するとともに、会員相互の理解と協力を深めることを目的に活動を続けている。 
広報紙として「道経連会報」「道経連通信」を発行。札幌市の札幌MNビルに事務局を置く。設立は1974年。
2012年10月1日付で北海道経営者協会（道経協）と統合。事実上、道経協を解散し吸収合併する形となる。
なお、北海道経済連合会会長は北海道大学総長とともに北海道教育委員会の生涯学習事業である「道民カレッジ」の副学長として就いており、北海道の生涯学習の推進に寄与している。

## 所在地

### 事務局
- 北海道札幌市中央区北1条西3丁目札幌MNビル

## 歴史

### 沿革
- 1974年（昭和49年）- 設立。

## 歴代会長
歴代会長は全て北海道電力出身者となっている。
- 初代　岩本常次（北海道電力会長、東京帝国大学工学部卒、1974年12月 - 1984年5月）
- 第2代　四ツ柳高茂（北海道電力会長、東京帝国大学経済学部卒、1984年5月 - 1990年5月）
- 第3代　中野友雄（北海道電力会長、北海道帝国大学工学部卒、1990年5月 - 1994年5月）
- 第4代　戸田一夫（北海道電力会長、東京工業大学卒、1994年5月 - 2000年6月）
- 第5代　泉誠二（北海道電力会長、北海道大学経済学部卒、2000年6月 - 2004年6月）
- 第6代　南山英雄（北海道電力会長、東京大学工学部卒、2004年6月 - 2008年6月）
- 第7代　近藤龍夫（北海道電力会長、北海道大学工学部卒、2008年6月 - 2014年6月）
- 第8代　大内全（北海道電気保安協会理事長、北海道大学工学部卒、2014年6月 - 2016年6月）
- 第9代　高橋賢友（北電興業社長、早稲田大学政治経済学部卒、2016年6月 - 2019年6月）
- 第10代 真弓明彦（北海道電力会長、北海道大学工学部卒、2019年6月 - 2023年6月）
- 第11代 藤井裕（北海道電力会長、宇都宮大学工学部卒、2023年6月 - ）[2]